# 平安时代
平安时代（日语：／ heianjidai，794年-1185年）是日本古代的最后一个历史时代，它从794年桓武天皇将首都从長岡京（784年至794年）移到平安京（现在的京都）开始，結束時間歷史學界多以1185年源赖朝獲得朝廷文治勅許，即獲得各令制國守護與地头任命權，作為平安時代與鎌倉時代的分野，不過民間過去多以1192年源賴朝受封征夷大將軍，作為鐮倉時代的開始。
“平安时代”之名来自其首都平安京。平安时代是日本天皇集權與律令制政府的顶点，也是日本古代文学發展的顶峰。在平安时代中期武士阶层得到發展，到平安时代的后期，武士阶层从贵族手中夺取权力，建立幕府。平安时代中，日本于804年和838年两次通过遣唐使与唐帝國交往（894年未成行），进而使天台和真言密宗佛教得到發展。894年废止遣唐使之后，日本開始發展日本独特的国风文化。
通常日本史將平安時代置於古代末期的位置，但最近將之視為中世萌芽期的學說漸增，因此可以將平安時代理解為，日本古代向中世轉變的過渡期。近年來，將莊園公領制確立的院政時期（1086年以後）作為中世開端的見解也逐漸成為有力學說。

## 簡介
平安前期的日本政治針對奈良時代中央集權的律令政治作部分的修正或添加、基本上仍繼承律令體制。然而由於律令體制與現實狀況不符難以實施，律令體制下的班田制在奈良時代便已逐漸崩潰，土地逐漸私有化，並由貴族、寺社掌握，不過此時中央政府仍然可以向貴族、寺社掌控的土地征稅。日本在902年進行了最後一次班田，此後，政府為確保税收，將作為律令制基本的個人別支配体制改變為以土地作為課税對象，並指派地方有力人士擔任國司（受領），為政府收取租稅。這樣的轉變將中央政府的權力委與民間的有力者，形成新的支配体制。
新体制確立後，朝廷事實上放棄了地方統治。自從桓武天皇將各令制國軍團廢除，改為志願制的健兒取代之後，地方治安因此惡化陷入無政府状態，直到16世紀日本列島陷入戰乱頻繁的局面。而国家將土地經營及人民支配的權限委讓給地方有力人士之後，地方自衛性質的武装勢力——武士因此出現。由此開始，国家將軍事警察權委與軍事貴族、武士集結為武士團。国家權限的委讓減輕中央集權的過大負担。
由於政治、經濟形势變化，平安時代出現大量令外官（律令體制外的官職），包括天皇年幼無法行事時攝政、輔佐天皇的攝政和關白。平安中期以後，中央官職由特定的家族所世襲，其中以藤原北家在10到11世紀世襲攝關，長期掌握日本政治權力，是為攝關政治，攝關家成為貴族的頂點。中階層的貴族則依其家族專業技能擔任公職執行行政實務，地方行政則由受領執行。同時貴族、寺社依藉權勢獲得「不輸不入」之權利，成為朝廷無法徵稅、控制的莊園。形成莊園與公領二分的地方結構。
1068年，没有藤原北家血統的後三條天皇即位，削弱了攝關家的實權，後三條天皇於1069年頒布《延久莊園整理令》，區分莊園與公領，形成莊園公領制，另外由於有國司壓榨地方農民的情況，農民因而將土地寄於莊園貴族名下，躲避國司控制，形成層層堆疊的土地所有權結構，稱為寄進式莊園。1073年後三條退位，成立院廳，1086年白河天皇讓位堀河天皇，在院中訓政，開始上皇作為事實上的君主統治的院政。院政的濫觴被視為日本中世的開始。
12世紀之後社会内部的紛爭經常由武力進行解決，武士的地位因此急速上升，促成最初的武家政權平氏政權的登場。1159年的平治之乱平氏擊敗源氏，此後掌握政權，平氏政權具有武士與貴族的雙面性質，並非成熟的武家政權，平氏無法控制東國的武士，最終於1185年敗於源氏。同年，源氏的源赖朝獲得朝廷文治勅許，自此進入了鎌倉時代。

## 年表
- 794年　遷都平安京
- 797年　坂上田村麻呂成為征夷大將軍
- 807年　伊予親王之變
- 810年　平城上皇之變
- 842年　承和之變
- 858年　藤原良房成為攝政
- 866年　應天門之變
- 869年　貞觀地震
- 880年　藤原基經成為關白
- 887年　阿衡事件
- 894年　停遣唐使
- 901年　昌泰之變
- 902年　延喜莊園整理令
- 927年　制定延喜式
- 930年~940年　平將門之亂
- 941年　藤原純友之亂
- 967年　實施延喜式
- 968年　安和之變
- 996年　長德之變
- 1016年　藤原道長就任攝政。攝政政治迎向全盛。
- 1019年　刀伊入寇
- 1028年　平忠常之亂
- 1051年~1062年　前九年之役
- 1056年　奧州藤原氏三代與平泉文化
- 1086年~1089年　後三年之役
- 1086年　白河天皇當上上皇開啟院政
- 1108年　源義親之亂
- 1111年　設置記錄莊園劵契所
- 1129年　鳥羽上皇院政開始
- 1156年　保元之亂
- 1159年　平治之亂
- 1167年　平清盛成為太政大臣，建立平氏政權。
- 1177年　鹿谷陰謀
- 1179年　平清盛幽閉後白河法皇
- 1180年　源平合戰
- 1181年　後白河法皇再開院政
- 1183年　平氏西走福原京，源義仲入京。源賴朝取得東國支配權。
- 1184年　源義仲被源義經打敗。
- 1184年　源賴朝設置問注所，公文所。
- 1185年　壇之浦之戰，平氏滅亡。源赖朝獲得朝廷文治勅許（日语：文治の勅許），得任命各令制國守護與地头，鎌倉時代開始。
- 1189年　奧州藤原氏滅亡
- 1192年　源賴朝成為征夷大將軍。

## 天皇年表
- 781年（天應元年） - 806年（大同元年）…… 桓武天皇（延曆13年以前為奈良時代）
- 806年（大同元年） - 809年（大同4年）…… 平城天皇
- 809年（大同4年） - 823年（弘仁14年）…… 嵯峨天皇
- 823年（弘仁14年） - 833年（天長10年）…… 淳和天皇
- 833年（天長10年） - 850年（嘉祥3年）…… 仁明天皇
- 850年（嘉祥3年） - 858年（天安2年）…… 文德天皇
- 858年（天安2年） - 876年（貞觀18年）…… 清和天皇
- 876年（貞觀18年） - 884年（元慶8年）…… 陽成天皇
- 884年（元慶8年） - 887年（仁和3年）…… 光孝天皇
- 887年（仁和3年） - 897年（寬平9年）…… 宇多天皇
- 897年（寬平9年） - 930年（延長8年）…… 醍醐天皇
- 930年（延長8年） - 946年（天慶9年）…… 朱雀天皇
- 946年（天慶9年） - 967年（康保4年）…… 村上天皇
- 967年（康保4年） - 969年（安和2年）…… 冷泉天皇
- 969年（安和2年） - 984年（永觀2年）…… 園融天皇
- 984年（永觀2年） - 986年（寬和2年）…… 花山天皇
- 986年（寬和2年） - 1011年（寬弘8年）…… 一條天皇
- 1011年（寬弘8年） - 1016年（長和5年）…… 三條天皇
- 1016年（長和5年） - 1036年（長元9年）…… 後一條天皇
- 1036年（長元9年） - 1045年（寬德2年）…… 後朱雀天皇
- 1045年（寛德2年） - 1068年（治曆4年）…… 後冷泉天皇
- 1068年（治曆4年） - 1072年（延久4年）…… 後三條天皇
- 1072年（延久4年） - 1086年（應德3年）…… 白河天皇
- 1086年（應德3年） - 1107年（嘉承2年）…… 堀河天皇
- 1107年（嘉承2年） - 1123年（保安4年）…… 鳥羽天皇
- 1123年（保安4年） - 1141年（永治元年）…… 崇德天皇
- 1141年（永治元年） - 1155年（久壽2年）…… 近衛天皇
- 1155年（久壽2年） - 1158年（保元3年）…… 後白河天皇
- 1158年（保元3年） - 1165年（永萬元年）…… 二條天皇
- 1165年（永萬元年） - 1168年（仁安3年）…… 六條天皇
- 1168年（仁安3年） - 1180年（治承4年）…… 高倉天皇
- 1180年（治承4年） - 1185年（文治元年）…… 安德天皇
- 1183年（壽永2年） - 1198年（建久9年）…… 後鳥羽天皇

## 政治演進

### 平安前期
寶龜元年（770年），稱德天皇駕崩、天智天皇系的光仁天皇(770-781年)以60歲高龄即位。光仁天皇娶聖武天皇之女井上内親王，因此在聖武天皇一系絕嗣後，繼承為天皇。之後井上內親王因使用巫蠱咒魘他人而遭廢黜，隨後兒子他戶親王也被廢去太子名位，光仁天皇駕崩後桓武天皇(781-806年)即位，此後天皇遂由天智系的皇族擔任，排除了天武系的皇族。桓武天皇在位期間透過二次遷都(784年長岡京、794年平安京)，建立天智系天皇的統治正當性，遠離奈良佛教的影響，為了提升皇權，遠征東北（蝦夷征討）、設置勘解由使整肅地方政治，桓武天皇擁有歴代天皇之中少見的強大權勢，並有新王朝創始者的強烈意識、親自主導諸多改革。桓武天皇企圖透過修改延續律令制，其措施包括取消徵兵義務與各地軍團和減輕繇役負擔，並勵行班田，然而取消各地軍團，也使地方治安因此恶化。
自桓武天皇與其子平城天皇、嵯峨天皇在位時期，為重建延續律令制度做出了積極的努力，並因應律令制不足、施行困難開始設置令外官，其中包括坂上田村麻呂因征討蝦夷成為首任征夷大將軍。桓武天皇駕崩後，平城天皇（806-809）即位，平城天皇進行積極的改革。但因體弱多病因此讓位給嵯峨天皇（809-823），但平城天皇仍然掌握實權，並因此與嵯峨天皇對立、最終導致812年的藥子之變，最終嵯峨天皇勝利，事變中嵯峨設置秘書性質的藏人頭，由藤原冬嗣與巨勢野足擔任，由於親近天皇，因此逐漸取代太政官的地位。814年以後嵯峨天皇皇子被臣籍降下，以減輕皇室負擔，成為日後源氏，桓武天皇的子孫則成為平氏。
嵯峨天皇統治初期政局由右大臣藤原園人主導，基於律令制度背後的儒家思想，採取救濟貧民，抑制有力貴族與寺社(權門)的政策。但在園人之後掌權的藤原冬嗣改變此一政策，藉以鼓勵田地開墾。律令制根基為對個人的掌握與課税，但冬嗣重視對土地課税以順應律令制崩壞的趨勢。冬嗣以嵯峨天皇藏人頭身分活躍、使該職務的權勢抬頭。此外，嵯峨天皇時期，編纂並施行作為律令的追加與實施細則的格式--弘仁格式，為三代格式之首。
冬嗣之子藤原良房繼承冬嗣奨励開墾的路線，當時、課税的對象逃亡現象顯著，租税收入面臨迫切的危機。冬嗣與良房促進墾田開發，轉變課税方式以因應此狀況。良房亦推進藤原氏對政治權力的掌握。在842年發生承和之變，仁明天皇(833-850年)及其妻舅藤原良房合謀，廢除皇太子恒貞親王，改立仁明天皇長子道康親王，藤原良房亦藉此排除橘逸勢為首的橘氏勢力。866年發生的應天門之變，被視為藤原氏排擠名門望族大伴氏的行為，使藤原良房成功獨攬大權。良房執政期政治安定、獎勵開墾，並完成貞觀格式的編纂，被日本史稱為貞觀之治 (日本)。而良房的養子藤原基經延續良房的路線。基經執政時期設置元慶官田，成為地方上繳調・庸之外的重要行政經費來源。884年，基經以陽成天皇(876-884年)暴虐為由，廢陽成天皇，改立光孝天皇(884-887年)。
887年宇多天皇(887-897年)繼位，剛即位的宇多天皇下詔：「萬機巨細，皆關白太政大臣，而後奏下。」這詔書是「關白」一辭正式的出現，被視為關白的正式任命。同年又下詔：「社稷之臣，非朕之臣。宜以阿衡之任，為卿之任。」 ，這一詔書卻因為「阿衡」的職權不明而引發很大的政治事件，被稱為「阿衡事件」。此一詔書是時任參議的橘廣相所擬。基經拒不上朝，百官忌憚基經的權勢，亦多稱病不朝，使得政務停擺。最後以天皇下詔解釋政務仍關白基經、而罷免橘廣相作終。 事件的背後，有可能是因為天皇想藉此減少基經的實權而策劃。另外由於宇多天皇的女御是橘廣相女橘義子，並生有子女數名，因而威脅到基經的地位，最後阿衡事件成為基經剷除政敵之藉口 。
891年基經去世，其子藤原時平資歷尚淺，宇多天皇因而得以主導政治。宇多天皇重行抑制權門，保護小農的政策。宇多天皇重用藤原時平與菅原道真造就了寛平之治。但時平與道真對立漸增，導致901年的昌泰之變，菅原道真被流放，藤原時平掌握政權。掌握實權的時平延續宇多天皇，抑制權門、保護小農的路線，企圖延續律令制。902年頒布班田勵行令，為延續律令制最為顯著之舉，但也是日本史上最後一次實施班田。此外為使律令制延續，作為律令補充的延喜格式也在此時期進行編纂，該時期被視為理想的政治狀態，被稱為延喜之治。

### 平安中期
時平死後其弟藤原忠平接掌權力，忠平否定律令制，再次轉向土地課税路線。忠平執政時期，為實施土地課税的路線，將土地經營與納税之權責賦予地方豪族、国司，使之成為「負名」，稱為負名體制，成為律令國家體制開始向新的國家體制，即王朝國家體制轉變的時期。忠平執政時期通常被認為是攝關政治的確立期，雖然忠平於949年死後，村上天皇(946-967年)未任命忠平的繼承者藤原實賴為攝關，但實賴仍以左大臣的身分，與其弟藤原師輔掌握朝政，開創天暦之治。
另外，自桓武天皇將各令制國軍團廢除，改為志願制的健兒取代之後結果，地方治安因此惡化陷入無政府状態。9世紀開始，以關東地方為中心的強奪運京途中税糧的強盗行為横行。豪族階層為求自衛進行武装，促成武士的出現。豪族與東國中下級貴族層取代過去的軍團制軍事組織，集結成武士團。朝廷別無選擇，只能利用武士團維護地方安全。之後，在9世紀末至10世紀初的寬平、延喜時期，武士的早期雛形出現。武士也作為豪族對農村的管理者，使武士權力深入農村，並充當豪族和豪族之間的調解人，但武士之間的衝突也常引發動亂，藤原忠平執政的940年前後便發生承平天慶之亂。
967年村上天皇駕崩，冷泉天皇(967-969年)繼位，冷泉天皇任命太政大臣為藤原實賴為關白，此後攝關設置成為常態，持續到明治维新。冷泉天皇另外任命源高明為左大臣， 由於冷泉天皇沒有皇子又一直在生病的狀態，立東宮成為當務之急。候補人選為村上天皇與皇后安子所生的皇子。較年長的為平親王被立為東宮是眾所期待的事，但成為東宮的卻是守平親王。其原因是為平親王娶源高明之女，藤原氏害怕源高明的權力擴張故在背後操控。源高明雖然娶了村上天皇皇后藤原安子的妹妹為妻，取得了與時任右大臣的藤原師輔的姻戚關係，但在此時，村上天皇與藤原師輔已死，高明在宮中形同孤立。969年（安和2年）3月25日，左馬助源滿仲與前武蔵介藤原善時密告中務少輔橘繁延與左兵衛大尉源連謀反，冷泉天皇之妻舅藤原伊尹主導將密告牽扯到源高明，最後以左大臣源高明密謀謀反處以流放結論，是為安和之變。事後守平親王繼位為圓融天皇(969-984年)，圓融天皇女御為藤原伊尹姪女、兼家之女藤原詮子。
10世紀中葉開始，官職與相關的權限義務，被請託、賦予給特定的家族，使之世襲掌握的官司請負制在中央與地方顯著發展，在該體制中，負責某個職務的貴族家族，對家族子弟從幼年開始，針對家族職務進行專業的教育，上面提到的武士的出現，也可以看成是政府將軍事警察權下放給武士世家。此外由於朝廷的財政，依賴來自地方上繳的租稅求，為此，朝廷委與國司極大的行政權，並規定進納一定以上的租稅額為義務的地方政治形態，此時國司由地方有力者擔任，稱為「受領」，受領具有極大的權限，出現受領在地方恣意妄為的情況，導致10世紀後期到11世紀中期頻繁的國司苛政上訴。面對國司的壓榨，權門透過權勢獲取「不輸不入」之權利，負名(應繳納租稅者)則將土地寄於權門名下，躲避國司控制，如此一來權門控制的莊園，不再受國司控制，不向政府納稅，並且逐漸擴大，並形成層層堆疊的土地所有權結構，稱為寄進式莊園。
莊園擴大使政府收入短缺，10世紀的花山天皇(984- 986年)任用母舅藤原義懷，發布莊園整理令，以抑制權門勢力的發展。另一方面藤原北家發生繼承之爭，由於實賴並非天皇直接姻親，作為天皇母舅的姪子藤原伊尹繼任攝政。伊尹死後，同母弟藤原兼通、藤原兼家爭為攝政，而兼家又更有力些。但兼通以上皇后安子的口諭，宣布攝關之位當按兄弟順序繼承為理由，成為關白，977年春，兼通患病，上表請辭，而天皇不許。未免兼家在他死後任攝關，兼通讓向來和他交好的堂兄藤原賴忠為左大臣，但花山天皇不信任，而扶植其妻舅藤原義懷(伊尹之子、兼通與兼家姪子、賴忠堂姪)，義懷抑制權門勢力，引來兼家反對。此時花山天皇戲劇性地對藤原為光的女兒藤原忯子動情，而希望把忯子立為女御。藤原義懷的正室是忯子的姐姐，然而忯子不幸在懷孕期間於985年逝世，受此打擊的花山天皇表示希望出家。藤原義懷看出天皇想要出家只是一時的衝動，關白藤原賴忠也一起勸說天皇改變主意，但花山仍在986年退位，藤原兼家命令兒子藤原道隆和藤原道綱等人將三神器移至皇太子的居所後，封鎖了皇居諸門，皇太子由此即位為一條天皇(986-1011年)，兼家以天皇外祖父身分擔任攝關，此一連串事件稱為寛和之變。
兼家掌權後，恢復優待權門的政策，但受領與負名之間的爭執，依舊未能解決。兼家死後其子之間又再次發生繼承衝突，起初兼家將長子道隆的女兒藤原定子嫁予一條天皇，道隆因此繼任攝關，道隆原本屬意其子藤原伊周繼承，但其弟藤原道長亦覬覦攝關之位，而且伊周不得其姑姑，圓融上皇后(東三條太后)藤原詮子喜愛，995年道隆去世，由其弟藤原道兼接任關白，然而道兼隨即去世，此時東三條太后逼迫一條天皇立道長為關白，一條天皇最終懸置攝關之位，但讓道長任藤氏長者，並於不久之後拜右大臣。與此同時，伊周看上藤原為光守寡的三女，源雅信之妻，但已出家的花山法皇也看上該女，伊周之弟藤原隆家因此暗中至法皇所在處，放矢恐嚇之，此事驚動平安京，一條天皇原本羞於花山法皇之行為不欲追究，伊周卻又遭控詛咒東三條太后，最終一條天皇不得不將妻舅伊周貶出平安京，道長因此獨攬大權，並將女兒藤原彰子嫁予一條天皇，此次政爭被稱為長德之變。
1016年後一條天皇(1016-1036年)繼位，藤原道長擔任攝政，道長也因為將女兒彰子、妍子、威子，嫁予一條、後三條、後一條天皇，同時成為太皇太后、太后、皇后，被時人稱為「一家立三后」。藤原道長時期為藤原氏攝關政治的全盛期，由道長的日記「御堂關白記」、道長近側的藤原行成之日記「權記」、善於對日本歷史、文學、官職、朝廷禮儀、裝束傳統進行考證(有職故實}的藤原實資的日記「小右記」、女官書寫的「榮花物語」等資料呈現道長統治全盛時期，政治運作的方式。攝關政治的決策中心為稱為陣定的合議會議，到了 11 世紀上半葉，攝關政治解決各種問題的努力開始見效。在此期間，引入公田官物率法，統一確定各令制國內稅率、正式承認了大面積私領地存在，並實施一國平均役，即不論莊園、公領(政府可控制的田地)一律的徵稅，以作為特定大規模事業的財源，並演變成為中世的段錢，據此，王朝國家制度開始轉向了中世國家的形式。

### 平安後期
11世紀後期，負名將土地寄於權門名下，躲避國司控制的寄進式莊園已相當普遍，公領内部也形成郡・郷・保・條等基層組織，由負名擔任郡司、鄉司等。至此莊園或公領成為特定的開發領主之私有地，領主掌握支配權，其上為握有收税權之朝廷、國司或權門，稱為領家，其下則為莊園的現地管理者莊官，許多失去中央官職的低級武士貴族（軍事貴族），在農村以武力為莊園領主或莊官解決糾紛，領主或莊官便與武士建立主從關係，也有領主或莊官成為武士。由於土地的權利分屬複數、多層的人(階層)。各主體握有的權˙利稱為「職」，「職」形成重層的體系，被稱為職的體系。以該體系為基礎，11世紀後期至12世紀間形成莊園公領制。平安時代後期的政治、經濟史與莊園公領制的形成有著極深的關係。
11世紀中期攝關政治已無力應對社會的變動，陷入機能不全的問題。1017年道長長子藤原賴通繼任攝政，1021年，道長最小的女兒嬉子成為皇太子敦良親王的東宮妃，但嬉子於1025年生下親仁親王後去世，道長也在1028年去世。1036年敦良親王即位為後朱雀天皇(1036-1045年)，後朱雀天皇立禎子內親王為皇后，禎子內親王屬於皇族，與賴通僅為甥舅關係，賴通與弟弟藤原教通，雖然將女兒嫁予天皇，但沒有生下其他兒子。1045年後嬉子之子親仁親王繼位為後冷泉天皇(1045-1068年)，賴通與教通之女兒依舊沒有生下皇子。因此後冷泉死後，1068年其弟後三條天皇(1068-1073年)繼位，後三條天皇生母為禎子內親王，並立皇族後一條天皇第二皇女馨子內親王為皇后，於是出現與藤原氏沒有血緣與姻親關係的天皇(母、妻的父系)。後朱雀天皇臨終前，曾囑咐當時的關白藤原賴通輔助即將成為下任東宮的後三條天皇，但賴通不從，還道「縱雖正統，自非藤原氏出，則不可得。」此傲慢之舉與日後種種攝關家恃權而驕的行為，讓後三條天皇決心削弱外戚勢力。後三條天皇繼位後，賴通託病不參與政事，實權重回天皇手中。
後三條天皇親政後，頒布延久莊園整理令，透過莊園整理確分各地莊園與公領，建立莊園公領制，並藉由整理莊園削弱藤原氏的經濟基礎，結束攝關政治。1073年後三條天皇退位予白河天皇(1073-1087年，1087-1129年行院政)，成立院廳，1086年白河天皇讓位堀河天皇(1087-1107年)，施行院政，開始上皇作為事實上的君主統治的院政，院政時期被視為日本中世的開始。在院政時期，退位的上皇以皇室族長(治天之君)的身分，透過院廳組織統治國家，其經濟來源為上皇的莊園與知行國。白河上皇拔擢中下層貴族為院廳近臣，以院宣指揮朝廷與地方國司，設置院獨自的軍事力量--北面武士，河内源氏與伊勢平氏成為北面武士中的要角，被稱為武家棟梁，成為院廳的軍事基礎。
到了12世紀，有力貴族獲得特定令制國的租税收取權之知行國制度開始實施，知行國的前身為院宮分國制，即將特定令制國的租税收取權授予院、女院、中宮、齋宮、東宮…等皇族。但11到12世紀間，院宮分國擴大到有力貴族、寺社，藉以攏絡權門，尤其是新興的武家勢力，成為知行國制度，知行國制度可以視為莊園公領制擴大，院廳藉由分配各令制國的租稅權，打壓異己、攏絡親近院廳的權門，使經濟的利益更加集中於權門勢家。
1156年鳥羽上皇駕崩(1107-1123年，1129-1156年行院政)，其後發生繼承紛爭，最初鳥羽天皇依白河法皇之令，讓位給長子崇德天皇(1123-1142年)，崇德天皇的生母為白河法皇的養女，但鳥羽天皇實際上不滿白河法皇，白河法皇駕崩後，鳥羽上皇先後立被白河法皇疏遠的藤原氏女眷藤原泰子與藤原得子為皇后，其後得子生下皇子，1142年鳥羽逼迫崇德讓位給得子年僅2歲的兒子，是為近衛天皇(1142-1155年)，但近衛天皇於1155年早逝，隨後鳥羽與關白藤原忠通扶植後白河天皇(1155-1158年，1158-1192年有間斷地行院政)，隔年鳥羽駕崩，治天之君之位空缺，崇德若不能使其子重仁親王登基，則無法成為上皇實行院政，因此導致1156年的保元之亂。保元之亂最終由後白河天皇勝出，後白河天皇於1158年退位給二條天皇(1158-1165年)，開始後白河院政。
保元之亂的過程中，衝突雙方均借用武家勢力，使武士勢力大幅提升，其中平清盛與源義朝支持後白河天皇。然而亂後源義朝不滿自己的封位比平清盛低，遂趁平氏家族離開平安京參拜神社之機，聯合不滿平清盛的院近臣藤原信賴拘禁後白河上皇和二條天皇。在外的平清盛聞訊，立刻趕回平安京擊敗源義朝，最後源義朝在逃至尾張時被手下殺死。源氏一族只餘下義朝的兒子源賴朝流放伊豆。經此一事，平氏徹底專攬了朝政，開啟平氏政權(1159-1185年)的時代。
平清盛的崛起依賴後白河上皇院政的支持，平氏政權在貴族社會中建立，但具有部分地區的地頭及國守護人(守護的前身)之任命權，有最初的武家政權之性格。平治之亂後，平清盛和後白河上皇之間的關係還延續了一段短暫的蜜月期，同時他的官位也節節高升。當時二條天皇試圖親政，與後白河上皇之間發生衝突，朝廷的公卿亦分為支持二條天皇的親政派和支持後白河上皇的院政派。1161年，憲仁親王出生，二條天皇發現後白河上皇陰謀立憲仁為太子，將院政派的平時忠、平教盛、藤原成親、藤原信隆等人罷官職，並廢止了上皇的院政。1165年，二條天皇傳位給自己的兒子六條天皇(1165-1168年)，不久駕崩。由於六條天皇生母地位不高導致政局不穩定，院政派勢力再次抬頭，原先支持二條天皇親政的平清盛，在其正室平時子的異母妹妹平滋子與後白河上皇生下高倉天皇後，便期望高倉天皇能夠繼承皇位，逐漸向後白河上皇靠攏。在平清盛等人的支持下，後白河上皇趁機冊立憲仁親王為皇太子；並於次年攝政近衛基實去世之後將親政派排擠出朝廷。1168年在後白河上皇的主導下，六條天皇禪位給了憲仁親王，是為高倉天皇(1168-1180年)，後白河上皇重新掌權。
作為貴族政治的傳統，平清盛則將女兒平德子嫁給高倉天皇作為皇后，使自己成為天皇的外戚。平德子產下的皇子成為日後的安德天皇(1180-1185年)。另一個女兒平盛子則嫁給攝關家藤原忠通的兒子藤原基實，並且以此為始，讓許多子女和有權有勢的公家貴族階級聯姻，巧妙地透過政治婚姻的手段擴大自己的勢力。1180年清盛更迫使高倉天皇讓位給平德子產下的皇子--安德天皇，清盛因而成為天皇外祖父，平氏政權達到顛峰，控制全國一半以上地方的地頭及國守護人，平氏一族獨占朝中的重要官職；在全國各地擁有多達五百多座莊園，甚至因為推動宋日貿易而賺取暴利。
然而平氏的支配引起後白河法皇與朝中許多貴族不滿，各地武士、豪族也不滿平氏的貴族化。1177年發生了企圖推翻平家勢力的鹿谷陰謀事件，結果因為多田行綱的告密而被揭發，平清盛利用這個事件剷除，1179年清盛之女平盛子去世。後白河法皇未與平清盛商議就逕自沒收平盛子過世的丈夫藤原基實作為藤氏長者所遺下的所有莊園，由於平氏從盛子的莊園中得到經濟利益，所以法皇此舉等同削弱平氏的財源。接著被平清盛視為繼承人並寄予厚望的嫡長子平重盛英年早逝，法皇卻又一次未與平清盛商量即沒收了平重盛原有的知行國。平清於無法忍受法皇無視自己的作為，同年11月14日，他親率大軍自福原（現在的神戶）上京，隔天（15日）發動治承三年政變，將以藤原基房為首的反平氏親貴，約三十九人全數罷官，並任命親平氏的親貴以取代。11月20日，清盛將後白河法皇被幽禁於鳥羽殿，宣告後白河院政再次中斷。
然而此次事件卻造成各地不滿平氏的武士、豪族起兵，平氏的勢力在歷時5年的治承·壽永之亂之後，於1185年敗與源賴朝為首的河内源氏。同年，源賴朝獲得朝廷文治勅許，得以任命各令制國的守護與莊園、公領的地頭，成熟的武家政權因而成形，自此日本進入了鎌倉時代。

## 文化
平安初期的中央文化受唐朝的強烈影响，桓武天皇以模仿中國皇帝的儀矩，塑造自身的崇高地位，包括仿效中国皇帝舉行郊祀天地的儀式。在平安前期，唐風文化盛行，直到9世紀末廢止遣唐使為止，唐風文化在日本始終作為主流文化，被稱為弘仁・貞觀文化，為日本文化史最後的唐風盛行時期。隨著唐朝衰落，遣唐使派遣停止，將唐風文化與日本元素融合的國風文化繼之而起。

### 宗教
佛教在奈良時代便已遍及日本，但桓武天皇有鑑於奈良時代佛教涉入政務過深，導致道镜事件，遷都平安京以遠離佛教勢力。桓武時期過去日本未見的中国佛教教派，天台宗與真言宗由最澄、空海兩人傳入日本，此後日本佛教的方向轉變，形成平安佛教，平安佛教的特徵為遠離政治時事的山岳隱居修行(山岳佛教)，平安時代初期天皇支持這樣的傾向，平安時代佛教极盛，也使日本本土神道教信仰和佛教折衷的神佛習合現象持續發生。
平安中期地方治安動盪，使人民對現世失望，佛教的末法思想浸透於民衆之間，形成追求往生極樂淨土的淨土思想。日本淨土信仰最初依附於天台、真言二宗。847年圓仁從唐朝求法歸來。在唐期間，他曾於五台山修習盛行於唐的法照「五會念佛」（在日本亦稱為引聲念佛），851年，圓仁首次在比睿山將五台山念佛三昧之法導入先前最澄傳入的常行三昧，並傳諸弟子，構造了天台淨土宗的思想、理論體系。平安時代末期僧人法然原係天台宗僧人，發現「信願念佛」法門，創立日本淨土宗，這使得淨土信仰在日本擺脫了「寓宗」的形式，正式以獨立的姿態與佛教各派並列。法然開宗創教，偏依中國初唐善導大師，因此尊奉其為淨土宗高祖。和中國淨土宗不同的是，日本淨土宗嚴格地排除淨土思想以外的任何佛教思想， 即便是法然出身的天台宗思想也不例外。

### 文學
弘仁・貞觀文化時期，唐風文化強勢，嵯峨天皇至清和天皇時期，編纂漢文詩集--凌雲集。國風文化興起之後，伴隨由萬葉假名演變而來的，將表音漢字的一部分省略，或简化之平假名與片假名出現，日語的表記更加容易，使和歌成為與漢詩文並列的重要文學型態，905年完成最早的官方敕撰和歌集《古今和歌集》，標誌和歌地位的提升。假名文學除了和歌之外，還包括物语、日記、随笔，10世紀的攝關政治以藤原氏女眷與天皇婚姻為基礎，使女性文學被重視，著名作品包括《枕草子》、《源氏物語》、《竹取物語》、《榮花物語》，內容主要為貴族生活的日記，恋愛故事的女姓貴族文学興盛，不過假名文學主要由女性創作，男性仍以漢文創作居多。朝廷公文仍採用汉字，只是夹雜着假名標示詞性、發音、唸讀順序。這种漢文訓讀體的混合书写法一直使用到19世纪。平安後期隨著武士崛起，歴史物語、軍記物語蓬勃發展，並延續至鎌倉時期，代表作品包括《保元物語》、《平治物語》，並有《今昔物語集》的編成，物語、日記不但是重要文學作品，也是平安時代日本史的重要史料。

#### 源氏物語
世界上最早的長篇寫實小說，描寫平安時代人物「光源氏」，對於平安時代貴族的男女情事，服裝器物，日常生活等等有深刻的描述，代表日本古典文學的高峰。

### 美術
平安前期，赴唐留學的空海（弘法大師）與最澄（傳道大師）從中國返國，帶回許多密教畫與白描的圖像，而日本國內也開始有了許多密教的繪畫與雕刻。「高雄曼荼羅」與「竜猛．竜智圖」是日本密教繪畫最早期的例子。密教造像的特點是多面多壁與憤怒像。到9世紀後半，有使用朱色，群青與黃色等豐富色彩的「傳真言院曼荼羅」具唐末的特色。佛像雕刻方面盛行一木造與木心乾漆造，衣紋線較前代自然，並且較有體積感。重要的文物有：金剛界胎藏界曼荼羅，僧形八幡神，藥師如來像，如意輪觀音像...等。
平安後期時，財富與權力集中於貴族（藤原氏），因此美術發展成傾向迎合貴族的喜好。此時盛行唐繪與紀錄日本風俗的大和繪，繪畫以中國詩為動機的「山水屏風」可見情感豐富描繪細膩的春景。此時人們開始相信末法之世，追求極樂淨土，祈願阿彌陀的救濟，於是貴族開始造寺造佛與華麗的經卷，開啟了淨土教美術，平等院則是藤原賴通將別莊改建成寺廟，為和樣建築，裡面的鳳凰堂安置了一尊阿彌陀如來像，是以佛師．定朝發明的多木造製成，平安後期開始了和樣（典型日本），白河院的院政政治促使和樣化的成熟，纖細化，最後此時期開始有了物語繪卷，最著名的是源氏物語繪卷，以「吹拔屋台」與「引木鉤鼻」的手法繪製，還有以民間傳說的教訓為題材的信貴山緣起繪…等。作品的部分，若是一木造的作品，較無平安前期的體積感，怒臉也相較前期和藹許多，溫和，細膩是此時期的特點，佛像相較前期也較無起伏並且具有強烈的左右對稱，工藝更加精細。重要的文物有：山水屏風，平等院鳳凰堂阿彌陀如來像，久能四經，平家納經，源氏物語繪卷，餓鬼草紙，地獄草紙…等。

### 其他
建築：寢殿造
衣裝：束带、十二單

## 對外關係

### 與中國關係

#### 與唐朝關係

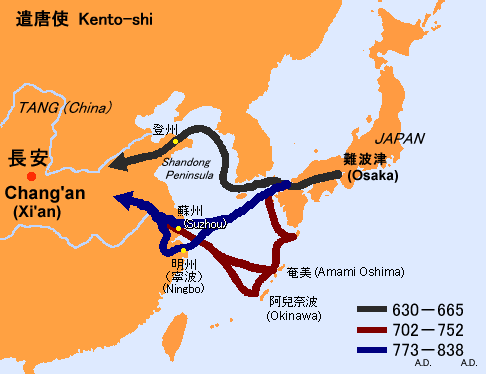
遣唐使航路

平安時代的中日關係，前期以官方的遣唐使主，平安時代的遣唐使共派遣兩次，分別在804年（唐貞元20年、日本延曆23年）和838年（唐開成3年、日本承和5年）。804年桓武天皇以藤原葛野麻呂為遣唐大使，石川道益為副使入唐，留學生橘逸勢、學僧空海、最澄從之。到唐福州長溪縣，州縣吏疑其無符印責之。葛野麻呂贈書福州，云：「…竹符銅契，本備奸詐；世淳人質，文契何用。是故我國淳樸已降，常事好鄰，所獻信物，不用印書，所遣使人，無有奸偽…」，十一月，至長安城，謁唐主。隔年秋，葛野麻呂與最澄俱歸，上奏唐朝局勢曰：「…唐國內迫節度使，外畏吐蕃，京師騷擾，無暫休息。…」。
834年，仁明天皇以參議左大辨藤原常嗣為大使，彈正少弼小野篁為副使。836年常嗣等出發，遭風而還，修船舶。837年，遣唐第一舶賜號太平良，授從五位下。838年夏，常嗣乘第一舶往唐。副使小野篁稱病不往。839年秋，常嗣歸，此為最後一次遣唐使出使。894年五月，黃巢之亂後，唐温州刺史朱褒，遣人傳信日本，日本誤為唐使，擬派菅原道真等回使，然道真以大唐凋弊為由，諫停遣唐使，經公卿、博士議論後，遂於隔年，罷遣使之計畫。五代時，割據浙江之吳越其國主錢弘俶好佛，與藤原實賴有私人往來。
另外唐朝亦有渡海至日本之商人，從事唐日貿易，事可見於德川光圀《大日本史》，如：819年（弘仁十年），唐越湘人周光朝、言升則等乘新羅船來；849年（嘉祥二年），唐商舶至大宰府；866年（貞觀八年），唐商張言等四十一人至大宰府；874年，唐商崔岌等三十六人至大宰府；876年，楊清等三十一人至荒津；877年（元慶元年），唐商崔鐸等六十三人至筑前。可見至唐末唐日之貿易已有一定規模。

#### 與宋朝關係
遣唐使使停止之後，日本與中國的官方往來減少，但民間商貿往來卻越來越頻繁，宋日貿易延續唐日貿易的基礎，宋朝成立後不久為振興貿易在各地設置市舶司，與高麗、日本、南洋和南亞等發展貿易。日本則從唐代開始就在大宰府監督下進行貿易，只允許僧人與商人出航，在筑紫（今福岡）設鴻臚館，負責處理商人的接待、交易，當時宋商多行至博多與越前敦賀作交易。日本方面亦有前往宋朝（始於北宋）的商人、僧侶。中國方面主要據點為明州（今浙江寧波）。當時日本輸入宋錢、陶瓷器、絹織物、書籍、文具、藥品、繪画等美術品、香料。日本輸出銅、金、銀、硫黄等礦物、木材、日本刀、漆器等工芸品。日本輸的宋錢，促進日本社会的貨幣利用，佛教經籍的輸入影響鎌倉佛教的發展。不過宋錢（宋鑄造的銅錢）的大量流入也導致通貨膨脹，引發日本社會的不安定。而大量銅錢外流也使宋朝宣布禁止銅錢輸出。
平清盛的父親，越前守平忠盛得到肥前國神崎莊的領地，掌握宋日間兩個最重要的貿易港口，將外來的貨品進獻給上皇，獲得近臣的地位。平氏政權成立後，平氏輸出其控制下的伊勢出產的水銀。1158年，平清盛在博多築建人工港，大力發展貿易，並驅逐寺院與神社等勢力，掌握了瀨戶內海的航路。1173年，更擴建福原的外港大輪田泊（即今神戶港）。
1077年（宋熙寧10年、日本承曆元年），日本附宋商孫忠，贈宋主六丈絹二百疋、水銀五千兩。隔年，宋商孫吉持牒至大宰府。牒曰：「賜日本國大宰府令藤原經平。」，1080年，孫忠獻織物，由於宋國履獻信物，廷議以為宋國通聘久絕，而比年累至，情偽不可，然《宋史‧日本傳》未記載宋朝皇帝獻禮日本，日本史料亦未見日本朝貢宋朝。可見所謂宋朝牒文或地方政府所發，或商人偽造，雙方均將商人所帶商品，誤為供品、獻禮。
1170年（宋乾道6年，日本嘉應2年），有南宋商人至平清盛福原莊，後白河法皇臨覽焉。時人譏之，謂：「延喜以來，未曾有此事也。」，1172年（宋乾道8年，日本承安2年），宋國奉書并信物，廷議以謂書辭無禮，宜拒絕之。後白河法皇不聽。隔年，贈書及染革三十張、沙金一百兩給予宋朝，打開宋日「公式」貿易，即南宋明州地方長官，與日本平氏政權的貿易往來，這是一項煞費苦心的特殊措施，但符合兩國的政治需求。

### 與朝鮮半島關係
在奈良時代，8世紀中期以後新羅不願再以朝貢的形式與日本往來，日本卻一直視新羅為蕃國、朝貢國，導致兩國外交衝突。752年，發生日本遣唐使大伴古麻呂與新羅使者爭奪席次的事件。同年日本遣新羅使到達新羅後，被認為傲慢無禮，未得見王（景德王）而歸（三國史記）。759年日本太政大臣藤原仲麻呂聯合渤海國，準備了軍船394艘和四萬零七百人的軍隊，準備遠征新羅，但此計畫因其與孝謙天皇不和及渤海方面情況有變等原因而流產。。此後8世紀中後期，朝鮮半島呈現渤海國與新羅南北對立局勢，日本與新羅亦關係緊張，799年桓武天皇下令廢止遣新羅使。不過此後為探問遣唐使的消息，日本曾數次向新羅送出使者，但並非正式出使。
803年(延曆22年)作為遣唐使的先遣，派遣齋部濱成出使新羅，此事可見於卜部兼直為濱成之子廣成所著《古語拾遺》所寫之識語，另外三國史記記載：「(哀莊王四年，803年，秋七月)與日本國，交聘結好。」、「(哀莊王五年)夏五月，日本國遣使，進黄金三百兩。」、「(哀莊王)七年，春三月，日本國使至」，「九年，春二月，日本國使至，王厚禮待之。」，不過日本方面僅記載，日本於804年遣使新羅，探訪失蹤之遣唐使船之事。其餘者一般均認為是大宰府或國司的官吏為經營貿易，冒稱「日本 使」至新羅。而新羅為滿足自身的大國意識，雖知其非正式使節，但仍以使節之禮迎之。
836年(承和3年)，藤原常嗣將出使唐朝。日本依循舊例，遣武藏國國司紀三津出使新羅，牒曰：
今遣使修聘巨唐。海晏當時，雖知利涉，風濤或變，猶慮非常。脫有使船漂著彼境，則扶之送過，不俾滯遏。——德川光圀，大日本史  卷之二百卅三　列傳第一百六十　諸蕃二
即「日本將遣使大唐，如今海上平靜，雖知使船應能順利抵達，但風浪恐變，非常之事仍甚憂慮，假若有使傳至你們境內，請協助送至大唐，不要阻遏。」但三津畏怯失職，至新羅言：「通好修聘。」新羅疑與官牒意旨不符，再三詰問，三津不能分疏。新羅遂牒日本曰：
「紀三津詐稱朝聘，...三津狀稱：『奉承王命，專來通好。』及開函覽牒，但云：『修聘巨唐，脫有使船漂著彼境，則扶之送過，無俾滯遏。』者。主司再發專使詰問，口與牒虛實莫辨。...島嶼之人，東西窺利，偷學宮印，假公牒，...，逞貨泉之遊。...。所司再三請以政刑章用，但姦類，主司務存大體，舍過責功，恕小人荒迫之罪，申大國寬弘之理，...，給過海程糧，放還本國請處分。」——藤原良房、藤原良相、伴善男　，續日本後紀  卷第五
即稱三津為偽使，假借通使之名，為為商貿攫取利益但，新羅乃大國，願寬恕小人之罪。由於日本一直以來視新羅為蕃國、朝貢國，但新羅不認為自己是像日本朝貢。對於新羅自稱「大國」，稱日使為「小人」，日本極為不滿，自此不再遣使新羅。841年(承和六年)，新羅清海鎮大使張保皋，遣使獻方物。843年，日本以張保皐為外藩之臣，私貢方物，不合舊規，應儘早使其返國。此後日本與新羅官方不再有所往來。922年(延喜22年)，後百濟的甄萱，遣使到對馬，日本又以之為私貢方物，拒絕與之往來。929年(延長七年)，甄萱遣使再至日本，日本仍未與往來。
除了官方往來之外，日本與新羅亦有民間商業往來，另外由於平安時期新羅處於國內動盪不安之下代(780-935年)，因此許多新羅人渡海至日本躲避動亂。842年，太宰府以「新羅朝貢」有窺伺國情之意，且新羅動亂恐連即日本，奏請凡新羅人來，勿令入境。但日本中央以「德澤洎遠，外藩歸化，專禁入境，事似不仁。」為由，決定不禁商賈往來與歸化者，允許商人前來貿易，但應儘速使之歸國。不過新羅動盪之下，亦有入海為寇者，其中騷擾日本沿海者，即為韓寇，日本稱為「新羅の入寇」，其記載常見於日本史書，雖然日本與新羅均動員，清掃海寇，但均未能剿滅，歸化日本的新羅人，在日本發生動亂之事件亦曾發生。不過朝鮮半島的史料卻沒有韓寇之記載，反而有日本倭寇(不是13-16世紀的倭寇)騷擾新羅之紀錄。
918年高麗太祖王建建立高麗，935年高麗太祖統一朝鮮半島，937年(承平七年)高麗便遣使欲與日本往來，但日本仍視高麗為蕃國，不願與高麗平等往來。兩國最重要之衝突仍為對馬海峽的海盜問題。997年(長德3年)，發生高麗人襲擊九州島，範圍從對馬島直到薩摩、大隅，海盜燒掠民家、財物，以及約300名百姓，由於受害範圍極大，被認為有奄美群島的原住民參與其中，日本史稱此事件為「長徳の入寇」。1019年(寬仁三年)發生另一起海盜事件，即刀伊入寇，1019年女真族海盜入侵日本對馬島、壹岐島和北九州地區的事件，被日本俘虜的成員有高麗人，日本人懷疑他們是女真海盜的同夥。7月7日，赴高麗的對馬判官代長嶺諸近歸國後，才被消除了嫌疑。之後，高麗水軍在元山海域一帶擊敗了女真海盜，救出了被俘的270名日本人，以鄭子良為「虜人送使」，將這些人送還日本。日本與高麗往來主要是民間商業來往，外交往來透過對馬國或大宰府，商業貿易也由大宰府管理，日本中央不直接與外國接觸。

### 其他對外關係

#### 與渤海國關係
渤海國是公元698年到926年間以靺鞨族人的粟末部人為主體民族的君主制、多民族政權，其日本外交關係親密，文化、貿易交流頻繁，日本為了聯合渤海國對抗新羅，並視渤海國為日本藩國，727年（神龜四年），渤海首次向日本派出使團，759年日本太政大臣藤原仲麻呂聯合渤海國，準備遠征新羅，但此計畫因其與孝謙天皇不和及渤海方面情況有變等原因而流產。8世紀中期以後，渤海國與唐朝的關係好轉，因而渤海國對日關係開始轉向以貿易為主，但外交往來仍一直持續到926年渤海國被遼國所滅為止。期間渤海國34次派使團到日本。日本也曾13次派使團到靺鞨。

#### 蝦夷、隼人
蝦夷在日本歷史上是一變動概念，泛指日本律令可行以外地區中，位於東北方面的民族，因此隨著日本可以控制的範圍擴大，蝦夷所指範圍也逐漸向東北地方、北海道後退，平安時代蝦夷指陸奧國與出羽國兩地。蝦夷征討是平安時代重要的外交政策，在桓武天皇之父，光仁天皇774年(寶龜5年)時正式開始，直到嵯峨天皇811年(弘仁2年)，長達38年，稱為「三十八年戰爭」，期間坂上田村麻呂因征討蝦夷被桓武天皇任命為首任征夷大將軍。所謂蝦夷征討包含武力征服，與懐柔、同化政策，在弘仁2年以後，蝦夷政策轉向懷柔、同化為主，透過蝦夷內遷，與和人移民，使兩民族融合，雖然宣稱平等對待蝦夷人，但也是對蝦夷人的民族與文化抹除，蝦夷人因歧視而反抗的事件也屢有所聞。蝦夷人動亂增加之後，朝廷委託陸奧豪族協助維持治安，使陸奧豪族崛起，最重要者為12世紀時的奧州藤原氏。
隼人是古代日本南九州地區的原住民，「隼人」一詞最早出現於平安時代，在之前的史料中沒有記載。而同為九州地區原住民的熊襲，在《日本書紀》的日本武尊相關故事中曾多次出現，但到了平安時代就消失了。因此有人認為隼人是平安時代對九州熊襲原住民的稱呼。奈良時代時日本勢力便進入南九州，此後「隼人」成為律令制下的一個基本的官職名稱，屬於兵部省的隼人司，執掌管理隼人。另外因為隼人剽悍尚武，因此在日本文化中，隼人成為了「剽悍尚武的武士」的代名詞。

#### 琉球群島
琉球群島在日本史書中首次記載，出現於飛鳥時代，『日本書紀』在657年（齊明天皇3年）稱奄美群島為「海見嶋」。在奈良時代，日本便與琉球群島有商貿往來，平安時代仍持續進行，主要交易物品為夜光蠑螺的貝殼，以作為螺钿裝飾的原料，與琉球群島的貿易往來被稱為「貝の道」。10世紀左右，九州太宰府加強了對奄美群島的貢品要求，導致奄美群島的原住民報復性劫掠九州西南沿海，隔年太宰府發兵攻打「貴駕島」，即今日喜界島。在10世紀以後九州博多成為日本與中國、朝鮮、琉球群島貿易的重要據點，太宰府掌控、管理對外貿易，琉球群島也因為國際貿易興盛，社會發展進入御城時代。

## 參看
- 日本历史、奈良時代、鎌倉時代
- 平安時代人物列表
- 攝關政治
- 院政
- 平氏政權
- 平安京
- 莊園 (日本)
- 六國史(《續日本後紀》、《日本文德天皇實錄》、《日本三代實錄》為平安時期)

## 外部連結
德川光圀 大日本史 （页面存档备份，存于）